# Ben Macdhui
Der Ben Macdhui, auch Ben Macdui oder Ben McDhui, ist ein Berg in Südafrika nahe der Grenze mit Lesotho. Nach älteren Karten führt die Grenze genau über den Gipfel. Der Berg liegt im südlichen Bereich der Drakensberge.
Der Ben Macdhui besteht aus Basalt und ist 3001 Meter hoch. Er ist damit nach dem KwaDuma der zweithöchste Berg in der südafrikanischen Provinz Ostkap. Benannt wurde er nach dem 1309 Meter hohen Ben Macdui in Schottland, dem zweithöchsten Berg des Vereinigten Königreichs, der bis 1847 als höchster galt.
Am Ben MacDhui entspringt der Telle River. Aufgrund der Höhenlage kann zu allen Jahreszeiten Schnee fallen. Am Südwesthang des Berges liegt in ungefähr 2720 Metern Höhe das Skigebiet Tiffindell (siehe auch: Skigebiete im südlichen Afrika). Von dort kann man mit geeigneten Kraftfahrzeugen den Gipfel erreichen – die Straße gilt als höchste Passstraße Südafrikas.